# Vagit Alekperov
Vagit Jusufovič Alekperov (rusky Вагит Юсуфович Алекперов, ázerbájdžánsky Vahid Yusuf oğlu Ələkbərov; * 1. září 1950 Baku) je rusko-ázerbájdžánský podnikatel. V letech 1993 až 2022 byl prezidentem ropné společnosti Lukoil. Podle Bloomberg Billionaires Index má k březnu 2023 čisté jmění ve výši 17,6 miliardy USD, což z něj činí devadesátého nejbohatšího člověka na světě a pátého v Rusku. Alekperov dříve vlastnil 36,8% podíl ve fotbalovém klubu Spartak Moskva. Alekperov je rovněž vlastníkem společnosti Heesen Yachts, která se zabývá superjachtami.
V reakci na ruskou invazi na Ukrajinu uvalily Spojené království, Kanada a Austrálie na Alekperova sankce.

## Osobní život
Alekperov je ženatý s Larisou Viktorovnou. V roce 1990 se jim narodil syn Jusuf, který v roce 2012 absolvoval Ruskou státní Gubkinovu univerzitu ropy a plynu.
Ve volném čase rád cestuje a hraje tenis. Jeho nejoblíbenější lokalitou je Krym. Je fanouškem fotbalového klubu Spartak Moskva.
Jeho koníčkem je numismatika. Existence jeho sbírky byla potvrzena v říjnu 2015 a její přesné složení není známo, ovšem podle některých zpráv se jedná o jednu ze tří největších soukromých sbírek v Rusku. Podle časopisu Forbes je v Alekperovově soukromém muzeu numismatiky vystaveno více než 700 mincí, což představuje asi čtvrtinu celé sbírky. Tvoří ji především zlaté mince od dob starověku, několik stříbrných mincí a několik platinových mincí z dob Ruského impéria.